# Championnat d'Albanie de football 2004-2005
Navigation
Championnat d'Albanie 2003-04 Championnat d'Albanie 2005-06
Le Championnat d'Albanie de football de Kategoria Superiore 2004-2005 est la 64e édition de ce championnat.

## Classement
| Rang | Équipe             | Pts | J  | G  | N | P  | Bp | Bc  | Diff |
| ---- | ------------------ | --- | -- | -- | - | -- | -- | --- | ---- |
| 1    | KF Tirana          | 84  | 36 | 26 | 6 | 4  | 82 | 32  | +50  |
| 2    | KS Elbasani        | 79  | 36 | 24 | 7 | 5  | 59 | 27  | +32  |
| 3    | Dinamo Tirana      | 62  | 36 | 18 | 8 | 10 | 51 | 30  | +21  |
| 4    | Vllaznia Shkodër   | 61  | 36 | 19 | 4 | 13 | 80 | 47  | +33  |
| 5    | Teuta Durrës       | 52  | 36 | 16 | 4 | 16 | 47 | 49  | -2   |
| 6    | Shkumbini Peqin    | 48  | 36 | 14 | 6 | 16 | 49 | 47  | +2   |
| 7    | KS Lushnja         | 48  | 36 | 13 | 9 | 14 | 47 | 48  | -1   |
| 8    | Partizan Tirana    | 46  | 36 | 13 | 7 | 16 | 59 | 58  | +1   |
| 9    | Egnatia Rrogozhine | 28  | 36 | 7  | 7 | 22 | 26 | 48  | -22  |
| 10   | KF Laçi            | 2   | 36 | 0  | 2 | 34 | 13 | 124 | -111 |

|  | Champion   |
|  | Relégation |

## Bilan de la saison
| Tableau d'Honneur                 |              |
| Compétition                       | Vainqueur    |
| Championnat d'Albanie de football | KF Tirana    |
| Coupe d'Albanie de football       | Teuta Durrës |

| Promotions et relégations     |                              |
| Relégués en First Division    | Egnatia Rrogozhine KF Laçi   |
| Promus en Kategoria Superiore | Skënderbeu Korçë Besa Kavajë |